# Julia Kovalenko
Julia Kovalenko (* 9. März 1988 in Perwomaiski, Sowjetunion, heute Kasachstan) ist eine deutsche Filmeditorin.

## Leben
Julia Kovalenko wurde 1988 im sowjetischen Perwomaiski geboren und kam Anfang 1997 mit ihrer Familie nach Deutschland. Nach dem Abitur arbeitet sie in der Schnittabteilung der Düsseldorfer Produktionsfirma Capture MM und sammelt dabei erste Erfahrungen im Bereich des Filmschnitts.
Ab dem Jahr 2009 studierte Kovalenko Design mit Schwerpunkt Film an der Fachhochschule Dortmund. Von 2011 bis 2016 folgte dann ein Studium im Fach Schnitt/Montage an der Filmakademie Baden-Württemberg, wo sie neben dem modernem digitalem Schnitt auch den klassischen Filmschnitt am 16-mm-Schneidetisch lernte. Ihr Diplom machte Kovalenko 2016 mit dem Schnitt der beiden Kurzfilme Bienenjunge & Blumenmädchen und A Veteran’s Destiny.
Seit ihrem Abschluss arbeitet sie als freie Filmeditorin. Zunächst arbeitete Kovalenko vor allem an Fernsehproduktionen. Gemeinsam mit Stephan Bechinger schnitt Kovalenko Nora Fingscheidts vielbeachteten Spielfilm Systemsprenger (2019), der seine Premiere im Wettbewerb der Berlinale 2019 feierte. Diese Arbeit brachte Kovalenko und Bechinger beim Deutschen Filmpreis 2020 die Auszeichnung für den Besten Schnitt ein.
Kovalenko ist Mitglied im Bundesverband Filmschnitt Editor. Sie lebt in Hamburg.

## Filmografie (Auswahl)
- 2014: Das blühende Leben (Kurzfilm)
- 2015: Wer ist Zoé? (Kurzfilm)
- 2015: Bienenjunge & Blumenmädchen (Kurzfilm)
- 2016: A Veteran’s Destiny (Kurzfilm)
- 2017: Unter Strom (Kurzfilm)
- 2018: Endlich Gardasee! (Fernsehfilm)
- 2019: Tod eines Mädchens 2: Die verschwundene Familie (Fernsehfilm)
- 2019: Systemsprenger
- 2019: Rampensau (Fernsehserie, 1 Episode)
- 2020: Tagundnachtgleiche
- 2020: Hausen (Fernsehserie, 8 Episoden)
- 2021: I Am (Kurzfilm)
- 2021: Polizeiruf 110: An der Saale hellem Strande (Fernsehreihe)
- 2022: Souls (Fernsehserie, 8 Episoden)
- 2022: Die stillen Trabanten
- 2023: Transatlantic (Fernsehserie, 7 Episoden)
- 2024: Polizeiruf 110: Der Dicke liebt
- 2024: Spirit in the Blood
- 2025: Polizeiruf 110: Tu es!